# 尼泊爾2019冠狀病毒病疫苗接種計劃
尼泊尔的2019冠状病毒病疫苗接种计划始于2021年1月27日。印度提供了100万支疫苗作为赠品，而尼泊尔从印度血清研究所带来了100万支，同时政府决定很快购买下一批100万支。第一批货物的交付很迅速，100万剂疫苗于2月21日抵达。尼泊尔于2月15日批准国药集团的Vero细胞（BBIBP-CorV）紧急使用。中国曾承诺在赠款援助下提供80万剂国药集团的疫苗。中国的疫苗于3月29日抵达尼泊尔。尼泊尔从印度血清研究所带来了下一个100万份，而由于印度暂时禁止出口疫苗，正在进行的购买过程被停止了。目前正在与许多疫苗生产国，主要是美国和中国，进行谈判，以便尽快购买更多的疫苗。

## 订购疫苗
目前，尼泊尔政府批准用于应急的疫苗有：
| 疫苗           | 批准 | 部署     |
| -------------- | ---- | -------- |
| 牛津－阿斯利康 | 是   | 是       |
| 強生           | 是   | 是       |
| 國藥集團       | 是   | 是       |
| 巴拉特生技     | 是   | 尚未完成 |
| 衛星V          | 是   | 尚未完成 |